# The Fray
The Fray je čtyřčlenná americká hudební skupina z Denveru, Colorado. V roce 2002 ji založili spolužáci Isaac Slade a Joe King. Své debutové album How to Save a Life skupina vydala v roce 2005.
Jejich nejznámější písní je How to Save a Life ze stejnojmenného alba, která se v žebříčku Billboard Hot 100 dostala do první trojky a byla též v Top 5 singlů v Kanadě, Austrálii, Irsku, Švédsku a Spojeném království. Na severoamerickém kontinentu, v USA a Kanadě, skupina The Fray bodovala v Top 10 i se skladbou Over My Head (Cable Car).
Album How to Save a Life je podle RIAA dvojnásobně platinové a platinu toto album získalo i v Austrálii a na Novém Zélandu. V roce 2006 byla za písně How to Save a Life a Over My Head navržena na ceny Grammy Award.

## Členové
- Isaac Slade
- Joe King
- Dave Welsh
- Ben Wysocki

## Diskografie

### Studiová alba
- How to Save a Life (2007)
- The Fray (2009)
- Scars & Stories (2012)
- Helios (2014)

### Živá alba
- Live at the Electric Factory: Bootleg No. 1 (2006)
- Acoustic in Nashville: Bootleg No. 2 (2007)
- The Fray: Live from SoHo (2009)

### EP
- Movement EP (2002)
- Reason EP (2003)
- Christmas EP (2009)

### SP
- Over My Head (Cable Car) SP (2006)
- How to Save a Life SP (2006)
- Look After You SP (2007)
- All at Once SP (2007)
- You Found Me SP (2008)
- Never Say Never SP (2009)
- Heartless SP (2009)
- Syndicate SP (2010)